# Metarfa
Metarfa est une commune de la wilaya de Timimoun en Algérie.

## Géographie

### Situation
Le territoire de la commune se situe au centre-nord de la wilaya d'Adrar. Le chef-lieu de la commune est situé à 81 km à vol d'oiseau au nord d'Adrar et à 94 km par la route.
| Charouine | Deldoul | Aougrout |
| Charouine | Metarfa | Aougrout |
| Tsabit    | Sebaa   | Aougrout |

### Localités de la commune
En 1984, la commune de Metarfa est constituée à partir des localités suivantes :
- Ouled Mahmoud
- Sahia
- Metarfa
- Ouled Rached
- Ouled Ali
- Oufrane

## Histoire
La commune de Metarfa Sahia ,près de Timimoun , a été le théâtre de combats entre des troupes françaises (2ème compagnie des tirailleurs sahariens)et des insurgés berbères de la région.Les combats se déroulèrent en deux phases entre le 29 août et le 7 septembre 1900.
Le 30 août ,près de 600 berbères bien armés forçaient la colonne française à se replier après avoir perdu un lieutenant et plusieurs hommes.
Le lendemain,les français recevaient à leur tour un renfort et un canon,et ils purent reprendre l'offensive. 
Les berbères,retranchés dans les dunes,avait la supériorité de la position. L'assaut des dunes recommença  : deux fois les français s'en rendaient maîtres,deux fois ils étaient repoussés. 
Le canon ne pouvait rendre aucun service,les insurgés étaient dispersés et déployés. 
La compagnie française ,voyant qu'elle n'obtenait aucun résultat, recommença le mouvement en arrière. 
Les pertes françaises furent nombreuses, celles-ci en effet étaient de 26 tués ou blessés, dont 2 officiers tués et 2 blessés.

Source : "L'Express du Midi" du 31 octobre 1900.

## Santé
Les consultations spécialisées ainsi que les hospitalisations des habitants de cette commune se font dans l'un des hôpitaux de la wilaya d'Adrar:
- Hôpital Ibn Sina d'Adrar[4].
- Hôpital Mohamed Hachemi de Timimoun[5].
- Hôpital de Reggane.
- Hôpital Noureddine Sahraoui d'Aoulef[6].
- Hôpital de Bordj Badji Mokhtar[7].
- Hôpital de Zaouiet Kounta.
- Pôle hospitalier de Tililane[8].
  - Hôpital général de 240 lits[9].
  - Hôpital gériatrique de 120 lits.
  - Hôpital psychiatrique de 120 lits.
  - Centre anti-cancer de 120 lits.